# Sempringhami Szent Gilbert
Sempringhami Szent Gilbert (1083 körül – 1190. február 4.) szentként tisztelt középkori angol szerzetes.

## Élete
Sempringhami Joscelin fiaként született Lincoln városában. Párizsban tanult, később pappá is szentelték. Visszatérve Angliába, szülővárosában és Tyringtonban működött plébánosként. 1135-ben alapította meg a később róla elnevezett gilbertinusok szerzetesrendjét, a bencések és ágoston-rendiek szabályzatának alkalmazásával. 1190-ben hunyt el állítólag 107 éves korában. Már 1202-ben szentté avatták.